# Rizatriptana
Rizatriptana, vendido sob a marca Maxalt entre outros, é um medicamento usado para o tratamento de enxaquecas . É tomado por via oral. Também pode ser aplicado na língua.  É um agonista do receptor de serotonina (5-HT) 1B/1D (triptano).
Os efeitos colaterais comuns incluem dor no peito, tontura, boca seca e formigamento. Outros efeitos colaterais podem incluir infarto do miocárdio, acidente vascular cerebral, pressão alta, síndrome da serotonina e anafilaxia . O uso excessivo pode resultar em dores de cabeça por uso excessivo de medicamentos . O uso não é recomendado durante a gravidez e a amamentação não é recomendada dentro de 24 horas após a administração de uma dose. O rizatriptano está na classe dos triptanos e acredita-se que atue ativando o receptor 5-HT 1 .
Foi patenteado em 1991 e entrou em uso médico em 1998 . Está disponível como medicamento genérico . Em 2021, foi o 159º medicamento mais comumente prescrito nos Estados Unidos, com mais de 3 milhões de receitas .

## Usos médicos
Rizatriptana é indicada para tratar crises agudas de enxaqueca com ou sem aura.   Não previne futuras crises de enxaqueca. Uma revisão de 2010 concluiu que o rizatriptano é mais eficaz e tolerável do que o sumatriptano.

## Contraindicações
O rizatriptano e outros triptanos podem causar vasoconstrição, sendo contraindicados em pessoas com problemas cardiovasculares.

## Efeitos adversos
Os efeitos adversos frequentes (incidência inferior a 10%) são tonturas, sonolência, astenia/fadiga e náusea. Os sintomas adversos clínicos foram tipicamente leves e de curta duração (2–3 horas).

## Interações
- Propranolol [10]

## Mecanismo de ação
O rizatriptano atua como agonista dos receptores de serotonina 5-HT 1B e 5-HT 1D . Tal como os outros triptanos sumatriptano e zolmitriptano, o rizatriptano induz vasoconstrição — possivelmente através da inibição da liberação de peptídeo relacionado com o gene da calcitonina a partir de neurônios sensoriais no nervo trigêmeo .

## Sociedade e cultura

### Marcas
As marcas incluem Rizalt, Rizalt RPD, Rizact (Índia), Rizafilm,  Maxalt e Maxalt-MLT  .